# لو گروسمن
لو گروسمن (انگلیسی: Lev Grossman؛ زادهٔ ۲۶ ژوئن ۱۹۶۹) روزنامه‌نگار، نویسنده، منتقد ادبی، و رمان‌نویس اهل ایالات متحده آمریکا است. از آثار او میتوان به مجموعه فانتزی جادوگران اشاره کرد که تاکنون سه جلد از آن منتشر شده است .